# FK Liepāja
Ej att förväxla med FHK Liepājas Metalurgs som bar namnet FK Liepāja på 1990-talet.
Futbola Klubs Liepāja eller FK Liepāja är en fotbollsklubb i Lettland i Liepāja.

## Meriter
Lettiska ligan (1)2015.
Lettiska cupen (2)2017, 2020.

## Placering tidigare säsonger
| Säsong | Nivå | Liga     | Placering | Referens |
| ------ | ---- | -------- | --------- | -------- |
| 2014   | 1    | Virslīga | 4         | [ 3 ]    |
| 2015   | 1    | Virslīga | 1         | [ 4 ]    |
| 2016   | 1    | Virslīga | 4         | [ 5 ]    |
| 2017   | 1    | Virslīga | 2         | [ 6 ]    |
| 2018   | 1    | Virslīga | 7         | [ 7 ]    |
| 2019   | 4    | Virslīga | 6         | [ 7 ]    |
| 2020   | 1    | Virslīga | 5         | [ 8 ]    |
| 2021   | 1    | Virslīga | 3         | [ 9 ]    |
| 2022   | 1    | Virslīga | 4         | [ 10 ]   |
| 2023   | 1    | Virslīga | 5         | [ 11 ]   |
| 2024   | 1    | Virslīga | 6         | [ 12 ]   |

## Trupp 2022
Uppdaterad: 21 april 2022
| Nr | Land      | Pos | Namn                              |
| -- | --------- | --- | --------------------------------- |
| 4  | Brasilien | F   | Marquinhos Pedroso                |
| 5  | Argentina | MF  | Leonel Strumia                    |
| 6  | Lettland  | F   | Krišs Kārkliņš                    |
| 7  | Brasilien | MF  | Lucas Villela                     |
| 8  | Serbien   | MF  | Nemanja Belaković                 |
| 9  | Brasilien | A   | Dodô                              |
| 10 | Lettland  | MF  | Eduards Tīdenbergs                |
| 11 | Lettland  | F   | Roberts Savaļnieks                |
| 12 | Lettland  | MV  | Krišjānis Zviedris                |
| 13 | Serbien   | MV  | Luka Radotić                      |
| 18 | Lettland  | A   | Ēriks Punculs (lån från Valmiera) |

| Nr | Land       | Pos | Namn               |
| -- | ---------- | --- | ------------------ |
| 21 | Uruguay    | F   | Martín Marta       |
| 22 | Nigeria    | MF  | Hogan Ukpa         |
| 23 | Lettland   | MF  | Daniils Hvoinickis |
| 25 | Lettland   | A   | Artūrs Karašausks  |
| 27 | Lettland   | F   | Vjačeslavs Isajevs |
| 30 | Lettland   | A   | Marks Kurtišs      |
| 32 | Lettland   | MV  | Ņikita Pinčuks     |
| 49 | Lettland   | MF  | Mārtiņš Ķigurs     |
| 50 | Ukraina    | MF  | Jurii Tkachuk      |
| 55 | Montenegro | F   | Marko Simić        |
| 62 | Belarus    | A   | Mikhail Gordeichuk |